# Ammonicera minortalis
Ammoniceras minortalis ist eine im Meer lebende Schneckenart aus der Familie der Omalogyridae, die zu den Heterobranchia gerechnet wird. Ihr planispirales, ammonitenähnliches Gehäuse hat einen Durchmesser von nur 0,34 bis 0,46 Millimetern. Damit ist sie die derzeit (November 2015) kleinste bekannte lebende Schneckenart.

## Merkmale
Die eng gewickelten, planispiralen und sehr kleinen Gehäuse messen im Adultstadium 0,34 bis 0,46 mm im Durchmesser (0,2 bis 0,4 mm nach Emilio Rolán), und etwa 0,13 mm in der Höhe. Das Gehäuse hat bis 2,6 Windungen. Davon nimmt der Protoconch mit 120 bis 135 μm Durchmesser etwa 1,3 Windungen (eine Dreiviertelwindung nach Rolán) ein. Er hat eine Ornamentierung bestehend aus je einer seitlichen, sehr kräftigen Längsrippe, die nach innen von drei bis vier spiraligen Längslinien begleitet wird. An der Peripherie ist ein kräftiges retikulates Muster ausgebildet.
Der Teleoconch weist 1,3 Windungen auf (1 bis 1,5 nach Rolán). Die Windungen sind im Querschnitt rundlich und an der Peripherie gut gerundet. Sie haben eine Skulptur bestehend aus seitlich aufsitzenden kräftigen radialen Rippen in etwa gleichen Abständen, insgesamt sind etwa 15 bis 19 (13 bis 17 nach Rolán) Rippen auf einer Windung vorhanden. Sie flachen sich zur Innenseite und zur Peripherie ab. Zwischen den Rippen sind nur feine Anwachsstreifen vorhanden. Die Peripherie ist nahezu glatt mit sehr feinen Anwachsstreifen, die in unregelmäßigen Abständen leicht verdickt sind. Gelegentlich sind auch einige spirale Linien vorhanden. Die Mündung ist in der Aufsicht rundlich mit einer dünnen Außenlippe und einem scharfen Rand. Die Mündungsebene steht senkrecht auf der Windungsachse. An der Spindel sind keine Falten oder Gruben ausgebildet.
Die Schale ist dunkelbraun, mit Ausnahme der Schale nahe der Mündung; hier ist die Schale hellbraun. Die Gehäuseoberfläche glänzt. Der Kopffuß ist durchscheinend bis nahezu durchsichtig. Das Tier gleitet schnell auf einem kurzen Fuß. Das stumpfe Propodium ist sehr beweglich. Das Gehäuse wird während der Bewegung nahezu senkrecht getragen. Das hornige Operkulum ist durchsichtig und sitzt auf dem hinteren Teil des Fußes. Es dient auch als Unterstützung für das Gehäuse. Am Kopf sitzen zwei fingerförmige Tentakeln, die leicht nach oben gebogen getragen werden. Die Augen nahe der Basis der Tentakeln sind schwarz.

### Ähnliche Arten
Ammonicera japonica Habe, 1972 hat ein ähnliches Gehäuse, jedoch ist es deutlich größer. Auch Ammonicera rota (Forbes & Hanley, 1853) hat ein ähnliches Adultgehäuse, hier ziehen die Rippen jedoch auch auf die Peripherie, und der Protoconch ist verschieden. Das Adultgehäuse ist ebenfalls größer.

## Geographisches Verbreitung und Lebensraum
Die Art ist bisher nur in den flachen Gewässern um Kuba, den Florida Keys und der Halbinsel Yucatans gefunden. Fundorte an der Nordküste Kubas sind: Baracoa, Comodoro und El Salado. An der Südküste wurden sie an folgenden Lokalitäten gefunden: Cayo Diego Pérez, Cayo Marias, Cayo Cantiles und im Canarreos-Archipel.
Die Tiere leben dort in flachem Wasser in 3 bis 20 m Wassertiefe. Die Größe des Protoconch und das Fehlen eines Protoconch II lässt darauf schließen, dass kein im freien Wasser lebendes Larvenstadium gebildet wird. Die Entwicklung verläuft über dotterreiche Eier, aus denen ein fertiges Jungtier schlüpft.

## Taxonomie
Der Artname, nach lat. minor = „klein“ und talis = „so beschaffen“, deutet auf die extrem kleine Adultgröße des Gehäuses hin (im Vergleich mit der Mehrzahl der anderen Schneckenarten). Der Holotyp stammt aus dem Flachwasser (4 m Wassertiefe) vor Baracoa im östlichen Kuba. Er wird im Museo Nacional de Ciencias Naturales in Madrid unter der Nummer MNCN 15.05/6794 aufbewahrt. Paratypen von derselben Lokalität wurden auch im Muséum national d’histoire naturelle in Paris, im Natural History Museum in London, im American Museum of Natural History in New York und im Zoologisch Museum in Amsterdam deponiert.

## Rezeption in der Presse
Obwohl die Art, inzwischen anerkanntermaßen, die kleinste Schneckenart der Welt ist, fand sie zum Zeitpunkt der Erstpublikation keinerlei Beachtung in der populärwissenschaftlichen Presse. Der Autor des Taxon wies in seiner Publikation aber auch nicht explizit darauf hin. Auch die Folgepublikation, deren Titel „Notes on the Smallest Living Gastropod in the United States and Comments on Other Species of Omalogyridae (Heterobranchia)“ explizit auf die geringe Gehäusegröße hindeutet, fand kein Medienecho. Erst mit der Publikation der (damals) kleinsten Landschnecke der Welt Angustopila dominikae im August 2015 wurde Ammonicera minortalis z. T. auch in der populärwissenschaftlichen Presse erwähnt. Allerdings wurde in anderen Publikationen häufig übersehen, dass Angustopila dominikae eben nicht die kleinste Schneckenart überhaupt ist, sondern eben „nur“ die kleinste Landschnecke. Auch nach der Veröffentlichung der nun kleinsten Landschnecke Acmella nana im November 2015 wurde dieser Unterschied in der populärwissenschaftlichen Presse häufig übersehen.

## Belege